# Heide Keller
Heide Keller (Düsseldorf, 15 ottobre 1939 – Bonn, 27 agosto 2021) è stata un'attrice e sceneggiatrice tedesca.

## Biografia
Nata a Düsseldorf ma cresciuta a Düren, fece ritorno nella sua città natale per studiare recitazione; dal 1962 fu attiva come attrice teatrale, recitando in molte città tedesche
Nel 1965 fece la sua prima apparizione televisiva, nel film TV Verhör am Nachmittag del regista austriaco Walter Davy. Da allora recitò in molti film e serie televisivi: il ruolo che le diede maggiore notorietà fu quello di Beatrice von Ledebur, una delle protagoniste della serie televisiva La nave dei sogni e del relativo spin-off, Crociere di nozze. Lasciò le due serie rispettivamente nel 2018.
Con gli pseudonimi Jac Dueppen e Christine Jendrich fu anche sceneggiatrice di alcuni episodi della serie La nave dei sogni.
Si sposò due volte: la prima con Thomas Härtner, figlio di Georg Thomalla; la seconda con Hans von Borsody.
È morta di leucemia nell'agosto del 2021 in una casa di riposo di Bonn.

## Filmografia parziale

### Attrice

#### Televisione
- Verhör am Nachmittag, regia di Walter Davy – Film TV (1965)
- Tatort – serie TV, episodio 1x72 (1977)
- Manni, der Libero – serie TV, 12 episodi (1982)
- L'ispettore Derrick – serie TV, episodio 10x01 (1983)
- Markus Merthin, medico delle donne (Frauenarzt Dr. Markus Merthin) – serie TV, episodi 2x16-2x17 (1997)
- Hamburg Distretto 21 (Notruf Hafenkante) – serie TV, episodio 8x01 (2013)
- La nave dei sogni - Viaggio di nozze (Kreuzfahrt ins Glück) – serie TV, 25 episodi (2007-2017)
- La nave dei sogni (Das Traumschiff) – serie TV, 80 episodi (1981-2018)

## Doppiatrici italiane
Angiola Baggi in La nave dei sogni (personaggio: Beatrice von Ledebur)